# Manuel Corte-Real
Manuel Henrique de Melo e Castro de Mendonça Corte-Real GCC OC OIH GCM (Lisboa, Lapa, 29 de outubro de 1940) é um diplomata e historiador português.

## Biografia
Manuel Corte-Real nasceu em 29 de outubro de 1940, na freguesia da Lapa, em Lisboa. Licenciou-se em História na Faculdade de Letras da Universidade de Lisboa, onde lecionou enquanto assistente entre 1966 e 1970.
Entrou na carreira diplomática em setembro de 1969, na categoria de adido de embaixada; tornou-se terceiro-secretário de embaixada em 1972 e foi colocado na embaixada portuguesa em Bona em outubro de 1973. Foi promovido a segundo-secretário de embaixada em 1974 e a primeiro-secretário de embaixada em 1976; em fevereiro de 1977, foi colocado na embaixada portuguesa em Brasília.
Em janeiro de 1980, foi nomeado chefe de gabinete do Ministro dos Negócios Estrangeiros, Diogo Freitas do Amaral e, em fevereiro de 1981, chefe da Repartição dos Organismos Políticos Internacionais. Em outubro de 1982, foi promovido à categoria de conselheiro de embaixada e, 1984, foi colocado na embaixada portuguesa em Londres; entre janeiro e junho de 1989 foi interinamente chefe da missão diplomática em Londres na qualidade de encarregado de negócios. Em 1990, foi nomeado Cônsul-Geral em Sevilha.
Em abril de 1993, foi promovido à categoria de ministro plenipotenciário e, em dezembro desse ano, Corte-Real tornou-se o primeiro embaixador português em Kiev após o reconhecimento português da independência da Ucrânia em 1992. Quando Diogo Freitas do Amaral foi Presidente da Assembleia Geral das Nações Unidas em 1995–1996, Corte-Real esteve na Missão Temporária junto da ONU em comissão de serviço, novamente enquanto seu chefe de gabinete.
Em 1998, depois da sua passagem à categoria de ministro plenipotenciário de 1.ª classe em março, foi Chefe do Protocolo da Exposição Internacional de Lisboa de 1998.
Em novembro de 1998, foi nomeado Presidente do Instituto Diplomático. Tornou-se Chefe do Protocolo do Estado entre outubro de 2000 e setembro de 2002, altura em que foi promovido à categoria de embaixador. Em novembro de 2002, apresentou credenciais enquanto Embaixador de Portugal na Suíça; regressou a Portugal em 2005, onde mais uma vez foi Chefe do Protocolo do Estado, até ao ano de 2008. Enquanto Chefe do Protocolo do Estado, foi responsável pela organização de importantes eventos internacionais decorrentes da Presidência portuguesa do Conselho da União Europeia em 2007, bem como das cerimónias da Assinatura do Tratado de Lisboa, a 20.ª Cimeira UE-Rússia em Mafra, e a 2.ª Cimeira UE-África em Lisboa.
Mais recentemente, Corte-Real tem dirigido o grupo de trabalho "Missão para o Património" do Ministério dos Negócios Estrangeiros, com o objectivo de estudar e divulgar o património cultural do Palácio das Necessidades.
Em 2024, Manuel Corte-Real foi nomeado membro do comissariado curatorial junto da estrutura de missão responsável pelas Comemorações do V Centenário do Nascimento de Luís de Camões, em representação do Ministro de Estado e dos Negócios Estrangeiros, Paulo Rangel.

## Obras publicadas
- A feitoria Portuguesa na Andaluzia 1500–1532 (Instituto de Alta Cultura, Ed. Fundação Calouste Gulbenkian, Lisbon, 1967)
- Feitores e escrivães da feitoria Portuguesa na Andaluzia ("Separata da Revista do Tempo e da História", III, Centro de Estudos Históricos da Faculdade de Letras de Lisboa, 1968)
- O Palácio das Necessidades (Ed. Ministério dos Negócios Estrangeiros, Lisboa, 1981) — galardoado com o Prémio Júlio Castilho em 1983[2]
  - 2.ª edição, Ed. Chaves Ferreira S.A., 2001; 3.ª edição, By the Book, 2020
- O Palácio de S. Clemente (Ed. Andrea Jakobsen Estúdio, Rio de Janeiro, 2005)
- Embaixadas de Portugal (Ed. Polígono, Lda., 2006)
- "O Palácio da Cova da Moura", in O Palácio da Cova da Moura: a Casa dos Assuntos Europeus (By the Book, 2020)

## Condecorações

### Nacionais
- Grã-Cruz da Ordem Militar de Cristo (4 de agosto de 1998)[9]
- Oficial da Ordem Militar de Cristo (21 de junho de 1972)[9]
- Oficial da Ordem do Infante D. Henrique (29 de março de 1972)[9]
- Grã-Cruz da Ordem do Mérito (21 de janeiro de 1993)[9]

### Estrangeiras
- Comendador da Real Ordem de Santo Olavo, Noruega (12 de novembro de 1980)[10]
- Comendador da Ordem do Mérito da República, Itália (12 de novembro de 1980)[10]
- Comendador da Ordem do Mérito da República Federal, Alemanha (10 de fevereiro de 1981)[10]
- Comendador da Ordem de São Gregório Magno, Santa Sé (21 de janeiro de 1983)[10]
- Comendador da Ordem do Cruzeiro do Sul, Brasil (21 de outubro de 1983)[10]
- Grã-Cruz da Ordem de Bernardo O'Higgins, Chile (30 de setembro de 2001)[10]
- Grã-Cruz da Ordem do Mérito da República, Itália (1 de abril de 2002)[10]
- Grã-Cruz da Ordem do Libertador, Venezuela (24 de junho de 2002)[10]
- Grã-Cruz, 1.ª Classe, da Condecoração de Honra por Serviços à República, Áustria (14 de agosto de 2002)[10]
- 3.ª Classe da Ordem da Cruz da Terra Mariana, Estónia (29 de março de 2006)[10]
- Grã-Cruz da Ordem de Isabel a Católica, Espanha (19 de setembro de 2007)[10]
- Grã-Cruz da Ordem dos Méritos, Lituânia (8 de janeiro de 2008)[10]
- Grã-Cruz da Real Ordem da Estrela Polar, Suécia (16 de maio de 2008)[10]
- Grã-Cruz da Ordem de Mérito da República, Polónia (3 de março de 2009)[10]
- Grã-Cruz da Ordem Real Norueguesa de Mérito, Noruega (25 de setembro de 2009)[10]
- Cavaleiro Grã-Cruz de Honra e Devoção, Ordem Soberana e Militar de Malta
- Cruz da Ordem pro Merito Melitensi, Ordem Soberana e Militar de Malta[1]
- Cruz de Mérito, 1.ª Classe, da Ordem do Mérito da República Federal, Alemanha (1 de março de 2011)[10]
- Grã-Cruz da Ordem do Libertador San Martin, Argentina[1]
- Grã-Cruz da Ordem Nacional do Mérito, Gabão[1]
- Comendador da Ordem do Império Britânico, Reino Unido[1]
- Oficial da Ordem de Rio Branco, Brasil[1]